# I nuovi medici
I nuovi medici (The Bold Ones: The New Doctors) è una serie televisiva statunitense in 45 episodi trasmessi per la prima volta nel corso di 4 stagioni dal 1969 al 1973.
The Bold Ones: The New Doctors faceva parte di The Bold Ones, una serie a rotazione di sottoserie drammatiche che comprendevano anche  The Protectors (con Leslie Nielsen), The Lawyers (con Burl Ives) and The Senator (con Hal Holbrook).

## Trama
La serie si concentra sulla vita professionale del dottor David Craig, un neurochirurgo di grande successo che dirige la sua clinica esclusiva chiamata The David Craig Institute of New Medicine.
Craig ha arruolato due giovani medici come dirigenti, il capo della chirurgia Dr. Ted Stuart (John Saxon) e Paul Hunter (David Hartman). Il personaggio del dottor Stuart viene poi sostituito dal dottor Cohen (Robert Walden).
I suoi casi sono trapianti di rene, madri con depressione post-partum, pazienti che non possono o non vogliono comunicare con lui o il suo staff. Sua moglie Lynn lo assiste a volte.

## Personaggi
- dottor David Craig (45 episodi, 1969-1973), interpretato da	E.G. Marshall.
- dottor Paul Hunter (45 episodi, 1969-1973), interpretato da	David Hartman.
- dottor Theodore Stuart (29 episodi, 1969-1972), interpretato da	John Saxon.
- dottor Martin Cohen (15 episodi, 1972-1973), interpretato da	Robert Walden.
- Nancy (5 episodi, 1969-1970), interpretata da	Lola Mason.
- Abbie (3 episodi, 1970-1971), interpretata da	Katherine Crawford.
- infermiera (3 episodi, 1972), interpretata da	Lyvonne Walder.
- dottoressa Amanda Fallon (2 episodi, 1972-1973), interpretata da	Jane Wyman.
- dottor Ben Gold (2 episodi, 1969-1971), interpretato da	Pat Hingle.
- Casey Woods (2 episodi, 1969-1970), interpretata da	Tisha Sterling.
- Dan Corwin (2 episodi, 1972), interpretato da	Clu Gulager.
- Alice Cleary (2 episodi, 1969-1972), interpretata da	Norma Crane.
- Liz (2 episodi, 1970-1972), interpretata da	Sheila Larken.
- Lynn Craig (2 episodi, 1970-1971), interpretata da	Julie Adams.

## Produzione
La serie fu prodotta da Harbour Productions Unlimited e Universal TV e girata nella Universal City in California.

### Registi
Tra i registi della serie sono accreditati:
- Jeffrey Hayden (4 episodi, 1969-1970)
- Daryl Duke (3 episodi, 1970-1972)
- Leonard Horn (3 episodi, 1971-1972)
- John Badham (3 episodi, 1972)
- Richard Donner (3 episodi, 1972)
- Don McDougall (2 episodi, 1969)
- Jack Starrett (2 episodi, 1969)
- John Newland (2 episodi, 1971-1973)
- Robert L. Collins (episodi sconosciuti)
- Jud Taylor (episodi sconosciuti)

## Distribuzione
La serie fu trasmessa negli Stati Uniti dal 1969 al 1973 sulla rete televisiva NBC. 
In Italia è stata trasmessa con il titolo I nuovi medici.
Alcune delle uscite internazionali sono state:
- negli Stati Uniti il 14 settembre 1969  (The Bold Ones: The New Doctors)
- in Italia (I nuovi medici)
- in Spagna (Los nuevos médicos)

## Episodi
| Stagione         | Episodi | Prima TV USA |
| ---------------- | ------- | ------------ |
| Prima stagione   | 10      | 1969-1970    |
| Seconda stagione | 8       | 1970-1971    |
| Terza stagione   | 11      | 1971-1972    |
| Quarta stagione  | 16      | 1972-1973    |